# Чапунька
Чапунька (бел. Чапунька) — река в Белоруссии, в Ивьевском районе Гродненской области. Правый приток Березины (приток Немана). Длина 38 км, площадь бассейна 311 км². Среднегодовой расход воды в устье 2,2 м³/с. Средний наклон водной поверхности 0,8 м/км.
Начинается на северной окраине посёлка Юратишки. От истока течёт на юго-восток, в среднем течении поворачивает на юг и вновь на юго-восток. Долина в верхнем течении слабовыраженная, в среднем и нижнем невыразительная. Пойма заболоченная. Русло на протяжении 28,4 км от истока канализировано, его ширина в низовье до 12 м.
Притоки — Веренка, Сима, Горача, Белава (все — правые). Притоки Чапуньки, как и большая часть самой реки канализированы. Верхнее и среднее течение проходит по преимущественно безлесой местности, река протекает деревни Верещаки, Кирвели, Попельники, Зубровичи, Гуденята, Вольдики, Лежневичи. В нижнем течении река протекает по западным окраинам Налибокской пущи. Впадает в Березину в 2,5 км к востоку от деревни Чапунь.